# Phomopsis oxalina
Phomopsis oxalina är en svampart som först beskrevs av Ellis & Everh., och fick sitt nu gällande namn av Hans Sydow 1930. Phomopsis oxalina ingår i släktet Phomopsis och familjen Diaporthaceae.   Inga underarter finns listade i Catalogue of Life.